# Peintre émérite de la république d'Azerbaïdjan
Le peintre émérite de la république d'Azerbaïdjan est un titre honorifique décerné aux artistes exceptionnels dans le domaine de l'art en république d'Azerbaïdjan.

## Histoire
Le prix a été établi le 22 mai 1998.